# Rétractation (publication académique)
Dans l'édition académique, une rétractation est l'action par laquelle un article publié dans une revue académique est invalidé.

## Procédure
Lorsqu'un problème grave est constaté après publication d'un article scientifique, une rétractation peut être initiée par les éditeurs d'une revue, par les auteurs des articles, ou par leur institution. Un problème moins grave, n'affectant pas la validité globale des résultats de l'article, peut donner lieu à une correction sans rétractation. Une simple controverse scientifique n'a pas à donner lieu à une correction ou à une rétractation, mais à la publication d'autres articles apportant un regard complémentaire : c'est le fonctionnement normal du débat scientifique.
Certaines rétractations, souvent dans le domaine médical, par exemple parmi les revues d'études de Cochrane, sont dues à des données périmées devant faire l’objet d’une mise à jour.
Retraction Watch fournit des mises à jour sur les nouvelles rétractations et discute des problèmes généraux liés aux rétractations,.

### Expression of concern
Dans l'édition universitaire, une Expression of concern est un avis émis par un éditeur à propos d'une publication scientifique particulière, avertissant qu'elle peut contenir des erreurs ou être indigne de confiance pour une autre raison, sans pour autant la rétracter complètement.
L'expression des préoccupations n'est pas une pratique normalisée dans l'industrie de l'édition. Le Comité international des éditeurs de revues médicales (International Committee of Medical Journal Editors) indique dans ses recommandations de 2019 qu'un éditeur peut choisir d'émettre une expression de préoccupation pendant le temps d'une enquête sur une fraude scientifique présumée.

## Sens de la rétractation
Un article scientifique rétracté est réputé nul et non avenu. Ses conclusions ne sont ni confirmées ni contredites: elles sont invalides et ne doivent plus être considérées ni par la communauté scientifique ni par les parties prenantes (média, citoyens, etc.). L'article reste accessible pour les lecteurs, mais sa situation et son statut sont indiqués aussi clairement que possible.
Les rétractations et les corrections sont généralement accompagnées d'une notice rédigée par les éditeurs ou les auteurs, expliquant la raison de la décision prise. Ces avis peuvent également inclure une note des auteurs avec des excuses pour l'erreur ou l'expression de leur gratitude aux personnes qui ont indiqué l'erreur à l'auteur.
Les articles rétractés peuvent continuer à être cités. C'est naturel pour documenter et illustrer la littérature traitant de questions d'intégrité scientifique ou plus généralement des pratiques de publication scientifique. Cela peut toutefois se produire aussi par mégarde, dans les cas où les chercheurs ne sont pas au courant de la rétractation, en particulier lorsque la rétractation se produit longtemps après la publication originale. Par définition, cela ne devrait pas toutefois être fait pour endosser les résultats de l'article rétracté, puisque celui-ci est désormais considéré invalide.

## Histoire
Un article publié en 2011 dans le Journal of Medical Ethics a tenté de quantifier l'évolution au cours du temps de la proportion de rétractation des articles listés dans la base de donnée médicale  PubMed. L'auteur a constaté que le taux d'augmentation des rétractations était supérieur au taux d'augmentation des publications. Bien que l'auteur suggère que ses découvertes puissent en effet indiquer une augmentation récente de la fraude scientifique, il reconnaît également d'autres possibilités. Par exemple, l'augmentation des taux de fraude ces dernières années peut simplement indiquer que les revues font un meilleur travail de contrôle de la littérature scientifique que par le passé. De plus, étant donné que les rétractations se produisent pour un très petit pourcentage de publications globales (moins de 1 article sur 1000,), quelques scientifiques prêts à commettre de grandes quantités de fraudes peuvent avoir un impact considérable sur les taux de rétractation. Par exemple, l'auteur souligne que Jan Hendrik Schön a fabriqué les résultats de 15 articles dans l'ensemble de données qu'il a examinées, qui ont tous été rétractés en 2002 et 2003, « donc lui seul était responsable de 56 % des articles rétractés pour fraude en 2002-2003" (p. 252).
Pendant la pandémie de COVID-19, le monde académique a connu une augmentation rapide du nombre d'articles examinés par les pairs de manière accélérée lorsqu'ils traitaient du SARS-CoV-2. Ce "Tsunami de rétractations" lié à des problèmes de qualité de la méthode et/ou des données a conduit de nombreux experts à réfléchir non seulement à la qualité de l'examen par les pairs, mais également aux normes des pratiques de rétractation.
En 2023, le record de 10 000 articles rétractés est atteint. L'Arabie saoudite, le Pakistan, la Russie et la Chine ont enregistré les taux de rétractation les plus élevés au cours des deux dernières décennies, selon une analyse de la revue Nature. La plupart des rétractations de 2023 (plus de 8 000 articles)provenaient de revues appartenant à Hindawi, une filiale londonienne de l'éditeur Wiley, et concernent des articles publiés dans des recueils d'articles supervisés par des rédacteurs invités, et qui permettent de publier rapidement des articles médiocres ou des résultats fictifs.

## Biais de genre
Une étude publiée en 2025 dans la revue Quantitative Science Studies considère l'influence du genre des auteurs sur les rétractations d'articles scientifiques, en analysant les bases de données OpenAlex et Retraction Watch. Les résultats montrent que les publications signées par un seul auteur, homme ou femme, sont moins souvent rétractées que celles issues de collaborations. Parmi les publications à auteurs multiples, celles provenant d’équipes mixtes présentent le plus haut risque de rétractation, en particulier lorsque l’équipe est dirigée par un homme. L’étude met également en évidence des différences dans les raisons des rétractations : les articles dirigés par des hommes sont plus fréquemment rétractés pour méconduites scientifiques (falsification de données, manquements éthiques), tandis que ceux dirigés par des femmes le sont davantage pour des erreurs ou du plagiat de texte. Ces résultats suggèrent que la composition et la structuration des équipes de recherche influencent la fiabilité des publications scientifiques,.

## Quelques rétractations notables

### Rétractation pour simple erreur
- 2013 - Une étude sur le régime méditerranéen publiée dans le New England Journal of Medicine[18] et largement couverte par les médias a été retirée en raison d'affectations non aléatoires non signalées[19]. Cela faisait partie d'un effort plus vaste visant à vérifier la randomisation appropriée dans des milliers d'études menées par l'anesthésiste John Carlisle, qui a trouvé des problèmes dans environ 2 % des personnes analysées[11].
- 2012 - Affaire Séralini - Un article suggérant une augmentation des tumeurs chez les rats nourris avec du maïs génétiquement modifié et l'herbicide RoundUp[20] a été rétracté en raison de critiques sur la conception expérimentale. Selon le rédacteur en chef du journal, "un examen plus approfondi des données brutes a révélé qu'aucune conclusion définitive ne peut être tirée avec cette petite taille d'échantillon".
- 2003 - Un article publié en 2002 dans Science sur la neurotoxicité de l'ecstasy[21] a été rétracté lorsque les auteurs se sont rendu compte qu'ils avaient utilisé de la méthamphétamine dans le test à la suite d'une erreur d'étiquetage de leur fournisseur[22].

### Rétractation pour fraude ou méconduite
- 2024 - « L'étude Gautret » de Didier Raoult sur l'effet prétendu de l’hydroxychloroquine sur le traitement de la Covid19, publiée en mars 2020 dans la revue scientifique International Journal of Antimicrobial Agents, est rétractée en décembre 2024 en raison de la manipulation et de la mauvaise interprétation des résultats[23],[24],[25]. En avril 2025, avec 39 rétractations, Didier Raoult est à la 19e place dans le classement Retraction Watch des auteurs comptant le plus de rétractations[26] (voir l'article Didier_Raoult#Rétractations_d'articles_scientifiques pour plus de détails).
- 2021 - Un article étudiant la communauté open source par Qiushi Wu et Kangjie Lu à l'Université du Minnesota a été retiré après que la Linux Foundation a découvert que les chercheurs avaient soumis des correctifs pour le noyau Linux avec des bogues intentionnels sans obtenir le consentement approprié[27],[28].
- 2017 - 5 articles de Brian Wansink de l'Université Cornell ont fait l'objet d'un examen minutieux dans le domaine du comportement des consommateurs et de la recherche en marketing après que des pairs ont signalé des incohérences dans les données des articles après que Wansink ait écrit un article de blog sur la question de demander à un étudiant diplômé de « récupérer » les conclusions. L'Université Cornell a depuis enquêté sur les problèmes et en 2018, un comité d'enquête de l'Université l'a trouvé coupable d'inconduite académique et il a démissionné[29],[30],[31]. Wansink a depuis vu 18 de ses articles de recherche rétractés car des problèmes similaires ont été trouvés dans d'autres publications dont il était co-auteur[32],[33],[34].
- 2014 - Un article de Haruko Obokata et al. sur les cellules STAP, une méthode d'induction d'une cellule à devenir une cellule souche, s'est avérée être falsifié. Publié à l'origine dans Nature, il a été retiré plus tard cette année-là. Il a suscité beaucoup de controverse, et après une enquête institutionnelle, l'un des auteurs s'est suicidé[35].
- 2011 - Anil Potti, ancien chercheur sur le cancer à l'Université Duke, a vu 8 de ses articles décrivant les signatures génomiques du pronostic du cancer et les prédicteurs de la réponse au traitement du cancer rétractés en 2011 et 2012. Les avis de rétractation précisent généralement que les résultats des analyses décrites dans les articles ne peuvent être reproduits. En novembre 2015, l'Office of Research Integrity (ORI) a constaté que Potti s'était livré à une méconduite en recherche[36].
- 2010 - Un article de 1998 d'Andrew Wakefield publié dans The Lancet, proposant que le vaccin ROR pourrait provoquer l'autisme, qui était responsable de la controverse sur le vaccin ROR, a été retiré parce que "les affirmations dans l'article original selon lesquelles les enfants étaient consécutivement examinés et que les enquêtes étaient approuvées par le comité d'éthique local se sont révélées fausses"[37] (voir l'article The_Lancet#Liens_entre_les_vaccins_et_l'autisme_(1998) pour plus de détails).
- 2006 - Rétraction de cellules souches embryonnaires spécifiques au patient dérivées de blastocystes SCNT humains. écrit par Hwang Woo-Suk. Les fabrications dans le domaine de la recherche sur les cellules souches ont conduit à « un acte d'accusation pour détournement de fonds et violations de la loi sur la bioéthique liées à de fausses recherches sur les cellules souches ».
- 2003 - De nombreux articles avec des données douteuses du physicien Jan Hendrik Schön de nombreuses revues, y compris Science et Nature, sont retirés[réf. nécessaire].
- 2002 - Rétractation de la découverte annoncée des éléments 116 et 118. Voir Livermorium, Victor Ninov.
- 1991 - Thereza Imanishi-Kari, qui a travaillé avec David Baltimore, publie un article en 1986 dans la revue Cell. Margot O'Toole, chercheure postdoctorale pour Imanishi-Kari a rendu publique l'inconduite scientifique d'Imanishi-Kari. Après une enquête majeure, Baltimore a finalement été contraint de se rétracter en 1991 lorsque les National Institutes of Health ont conclu que les données de son article de 1986 avaient été falsifiées. En 1996, un groupe d'experts nommé par le gouvernement fédéral a innocenté Imanishi-Kari d'inconduite, ne trouvant aucune preuve de fraude scientifique.

### Rétractation en raison de la provenance des données
- 2020 - Le 22 mai 2020, pendant la pandémie de COVID-19, un article a été publié dans The Lancet, affirmant trouver des preuves, sur la base d'une base de données de 96 032 patients COVID-19, que l'hydroxychloroquine et la chloroquine augmentent le risque de décès des patients à l'hôpital et augmenter le risque d'arythmie ventriculaire[38]. Des chercheurs médicaux et des journaux ont exprimé des soupçons quant à la validité des données, fournies par Surgisphere, fondée par l'un des auteurs de l'étude[39]. L'article a été officiellement retiré le 4 juin 2020, à la demande de l'auteur principal Mandeep Mehra (voir l'article The_Lancet#LancetGate_(2020) pour plus de détails).

### Rétractation à la suite de problèmes de relations publiques
- 2016 Le 4 mars 2016, un article de PLOS ONE sur le fonctionnement de la main humaine[40] été retiré en raison de l'indignation sur les réseaux sociaux à propos d'une référence à "Creator" dans le journal[41].